# فاليري فاريل
فاليري فاريل (15 ديسمبر 1946 - ) (بالإنجليزية: Valerie Farrell)‏ هي لاعبة كريكت أسترالية. شاركت مع منتخب أستراليا الوطني للكريكت.

## وصلات خارجية
- فاليري فاريل على موقع إي آس بي آن كريك إنفو (الإنجليزية)